# Harcerz orli

Oznaka stopnia używana do 2003 roku

Harcerz orli – w ZHP piąty (kiedyś czwarty), w ZHR i SH czwarty, a w  SHK Zawisza trzeci męski stopień harcerski. Zdobywany przez chłopców w wieku 16–18 lat. Oznaczany złota lilijką i złotym kręgiem nabitym na Krzyżu Harcerskim (ZHR, ZHP fakultatywnie) lub jedną gwiazdką na naramienniku (ZHP) lub tarczą herbową z krzyżem i literą V w SHK Zawisza (od słów Veritas Vincit – łac. "prawda zwycięża").

## Idea stopnia wZHP
Kierując się Prawem Harcerskim buduje swój własny system wartości. Sam wyznacza swoje cele. Wybiera swoją drogę życiową. Dąży do mistrzostwa w wybranych dziedzinach. Podejmuje wyzwania. Znajduje pole stałej służby.

## Idea stopnia wZHR
Wkracza w dorosłe życie, samodzielnie określa i kształtuje swój światopogląd. Odczytuje swoje powołanie, świadomie określa swoją drogę życiową. Jest odpowiedzialny, można na nim polegać. Pogłębiając wiarę zaczyna świadczyć o niej poza harcerstwem. Jego życie budowane jest na chrześcijańskim fundamencie. Jest oparciem dla swojego rodzeństwa, rodziców, stara się być przykładem dla swoich rówieśników. Angażuje się w życie społeczne. Wkracza na drogę rozwoju instruktorskiego, bądź harcerstwa starszego. Systematycznie pełni służbę bliźniemu. Świadomie kształtuje swoje relacje z otoczeniem, pełen pogody ducha rozwiązuje pojawiające się problemy.

## Idea stopnia wSH
Stopień przewidziany jest dla młodzieży poszukującej swej drogi życiowej. Harcerz orli kieruje się w swym życiu Prawem Harcerskim. Odkrywa świat swoich zainteresowań, realizuje swoje pasje życiowe, dąży w nich do doskonałości. Cechuje go hart ducha i silna wola. Umie samodzielnie myśleć, pogłębia swoją wiedzę. Dostrzega problemy i potrzeby społeczne. Pełni służbę, nie opuści nikogo w potrzebie.